# Pocher (Unternehmen)

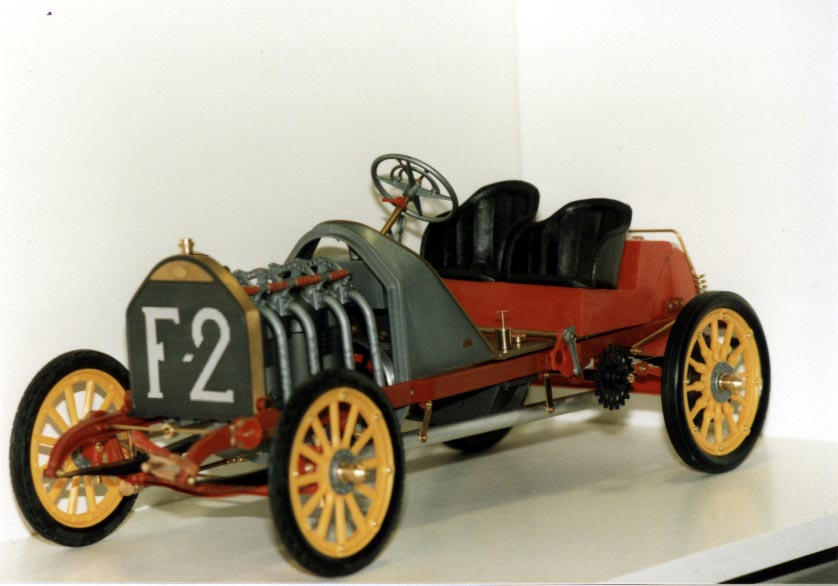
Fiat130hp

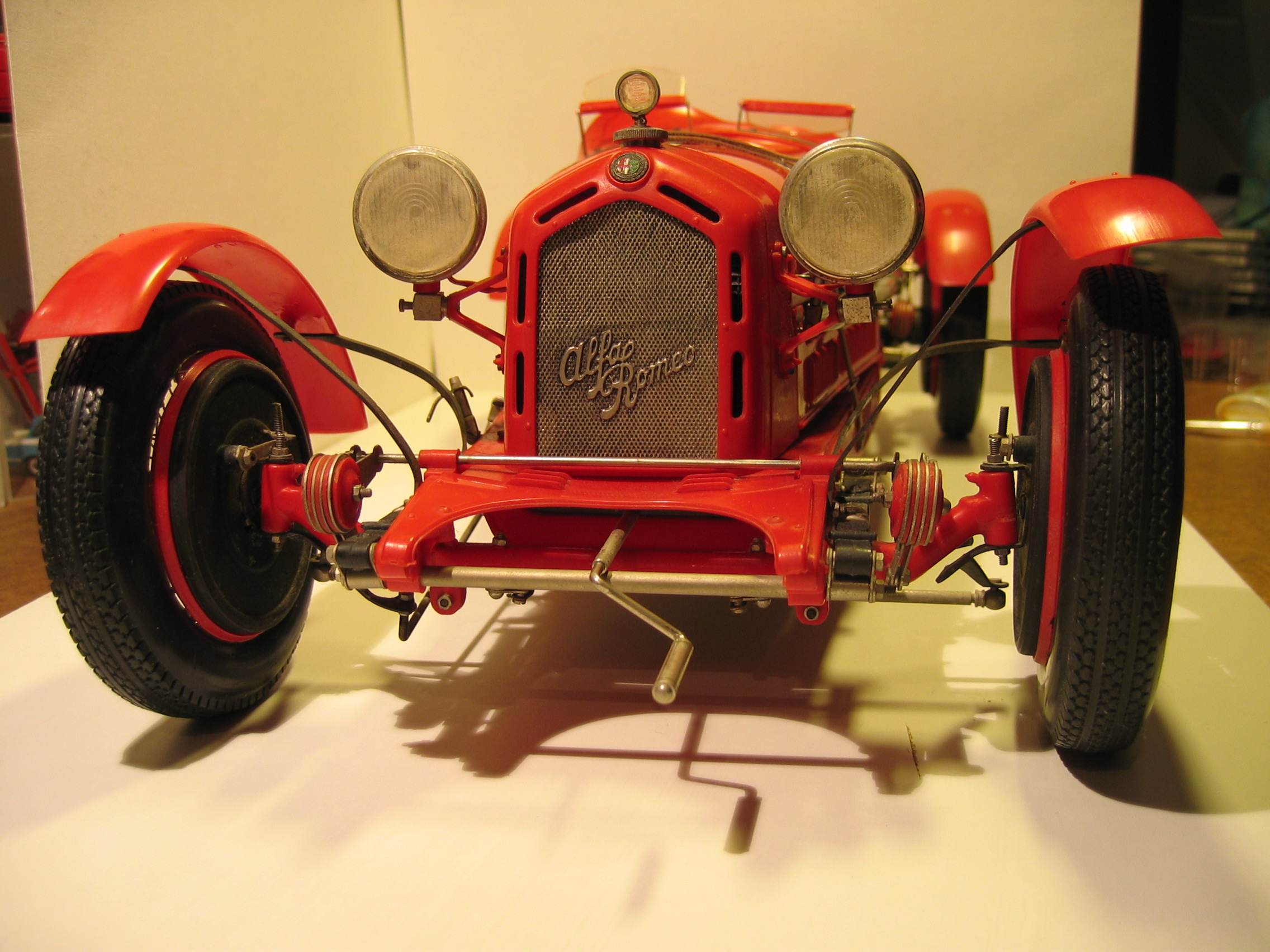
Alfa Romeo 8C2300 Monza

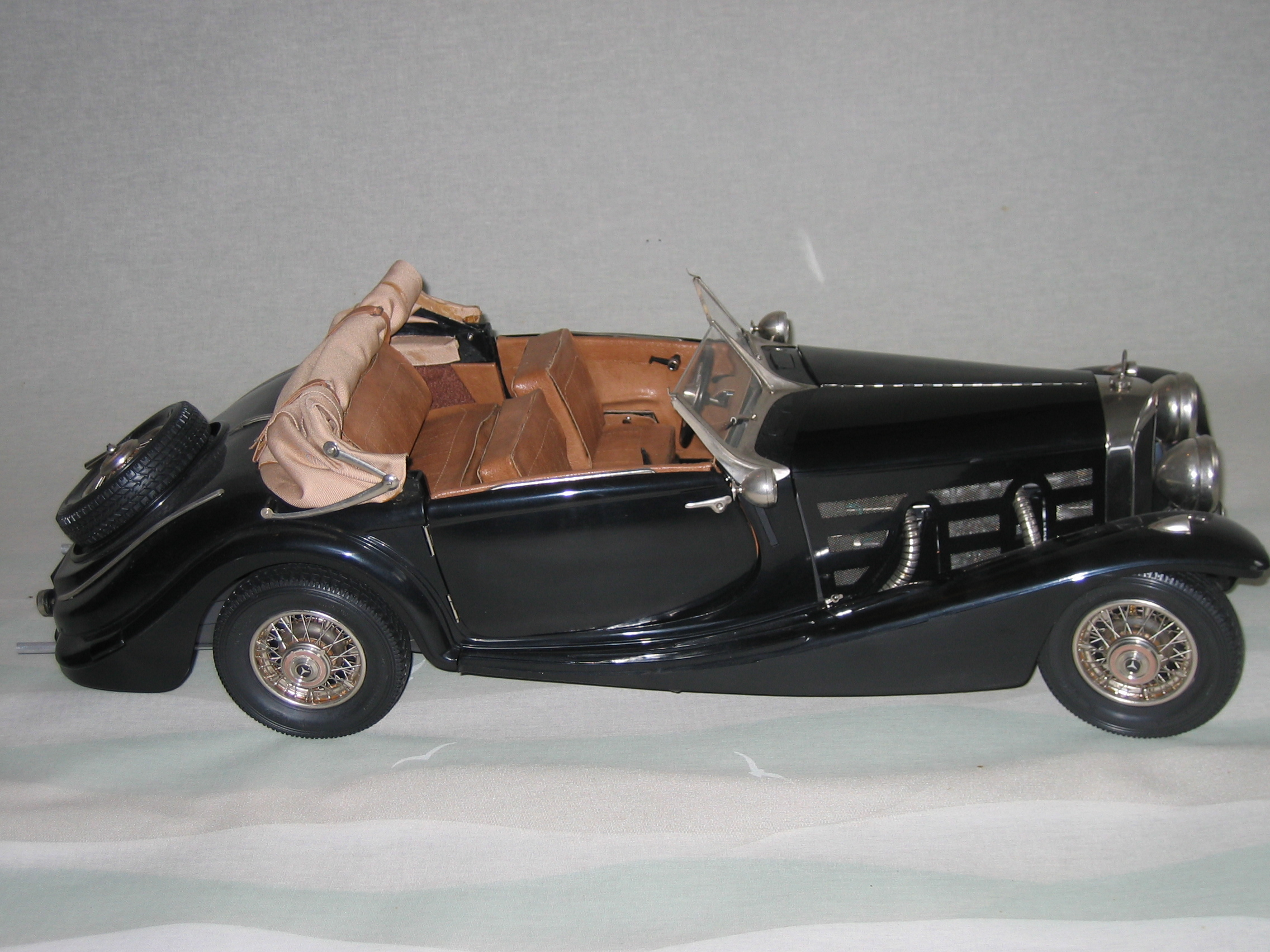
Mercedes-Benz 500K/AK Cabriolet (K74)

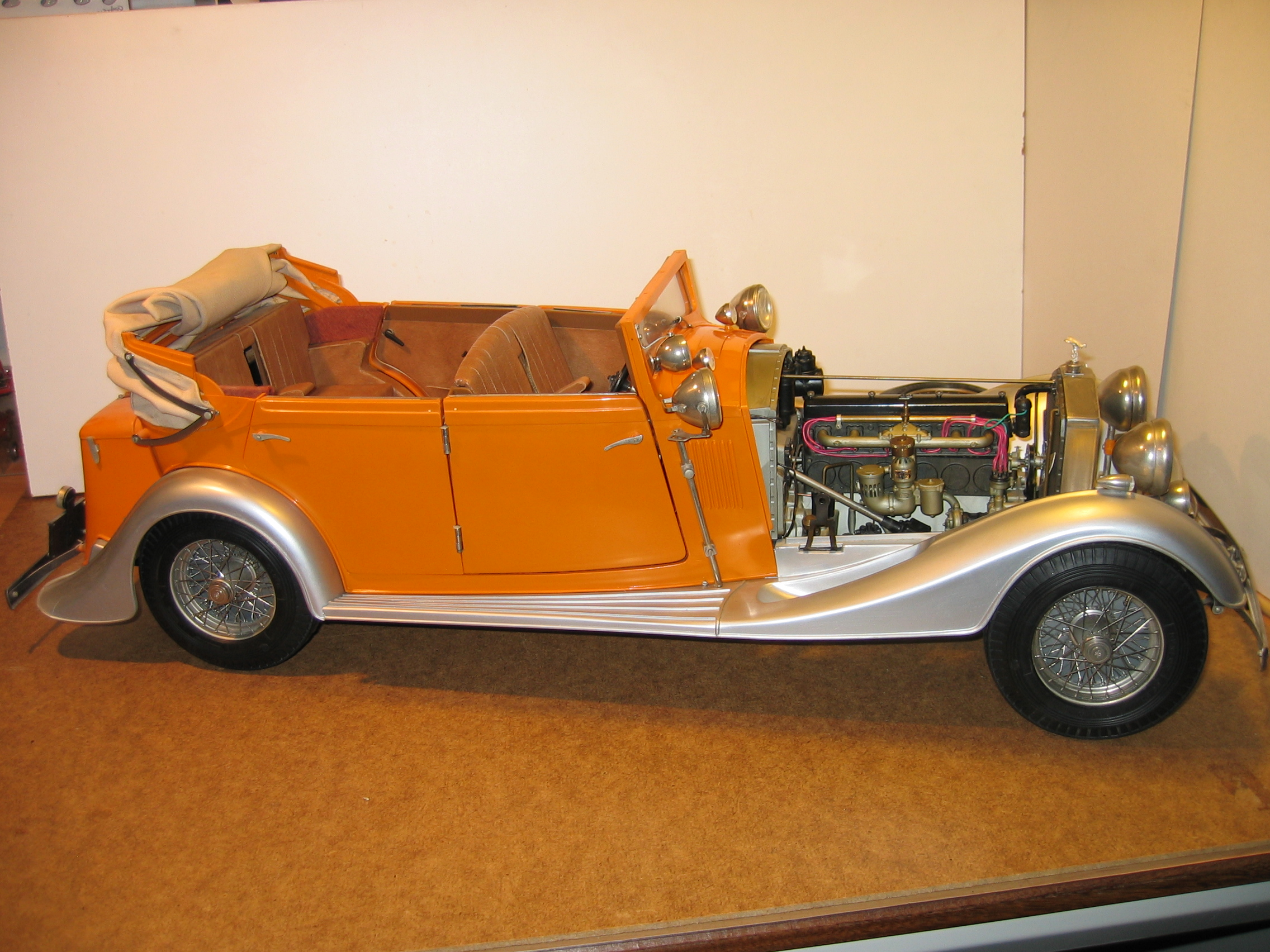
Rolls Royce Phantom II Torpedo Convertible (K75)

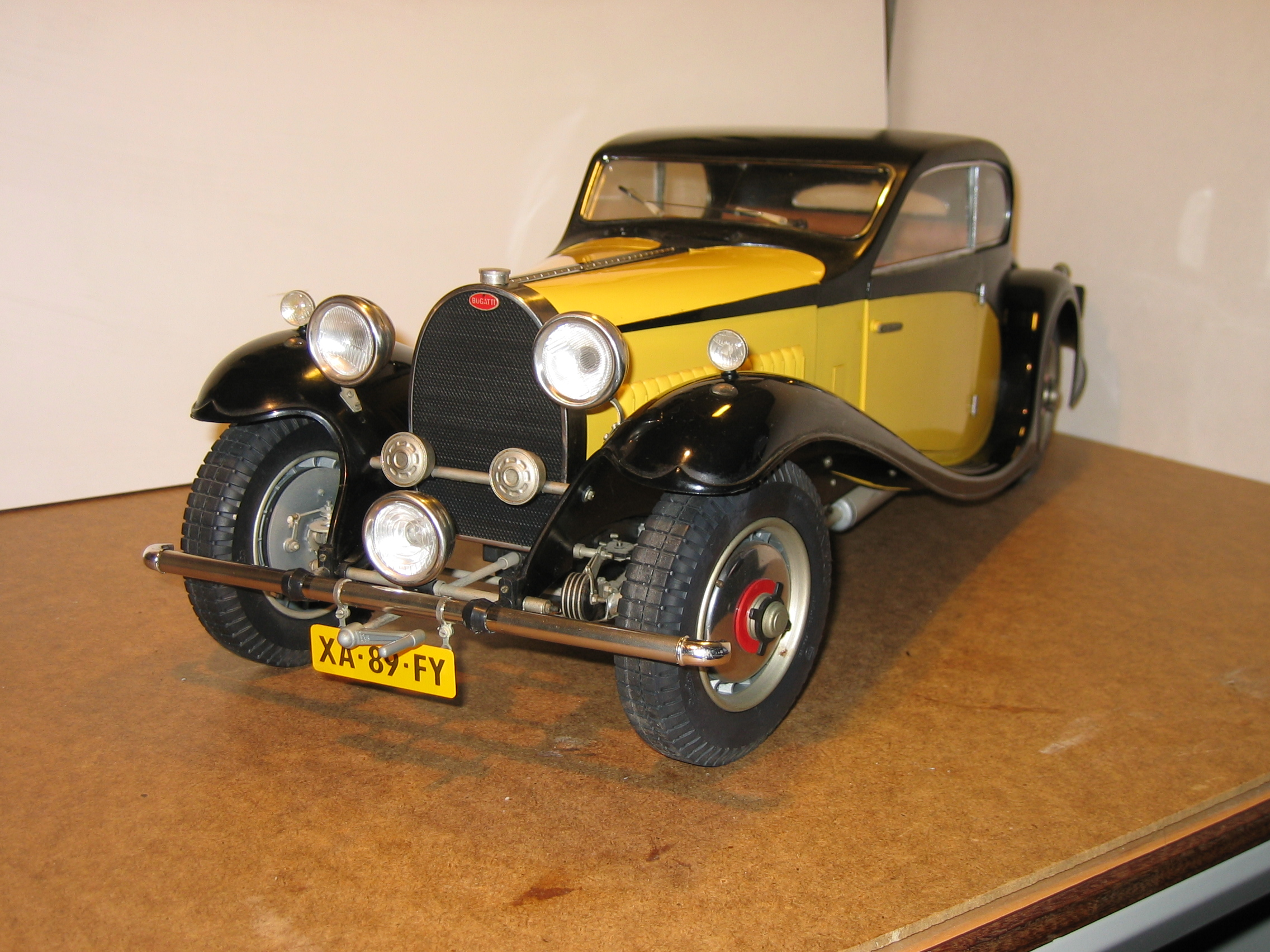
Bugatti-T50 (K76)

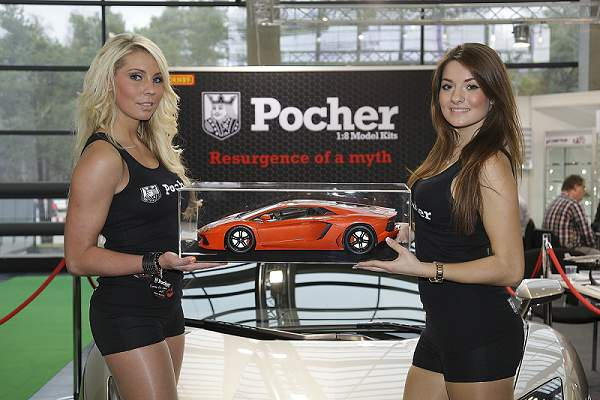
Offizielle Presentation des neuen POCHER 1:8 Modellbausatzes auf der Nürnberger Spielwarenmesse 2013

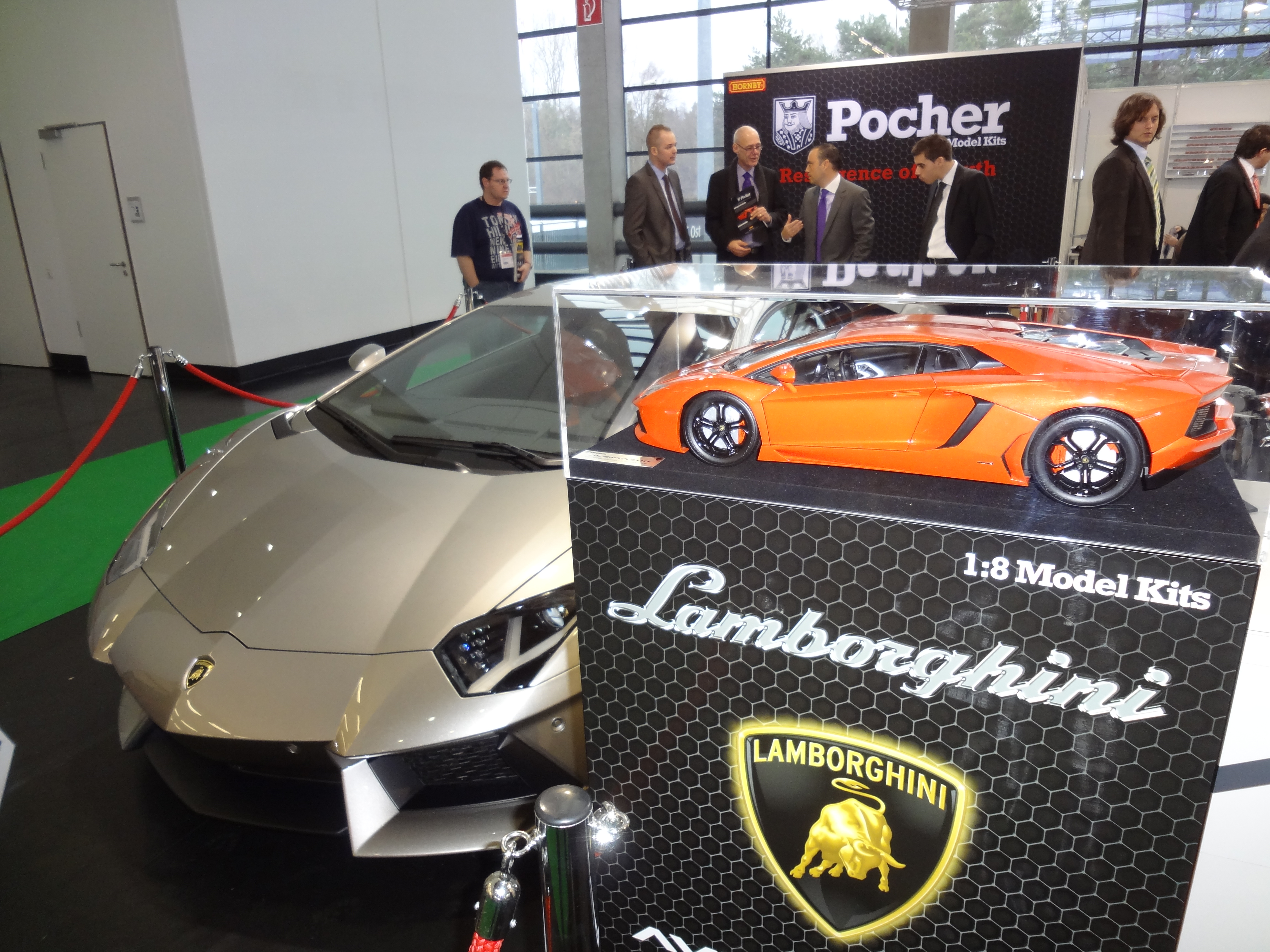
Lamborghini Aventador

Pocher Micromeccanica snc war ein italienischer Hersteller von Eisenbahn- und Automodellen. Bekannt wurde Pocher vor allem durch seine Automodell-Bausätze im Großmaßstab 1:8.

## Geschichte

### Die Anfänge
Das Unternehmen wurde 1952 von Arnaldo Pocher und Corrado Muratore unter dem Namen Pocher Micromeccanica snc in Turin gegründet und war eines der ersten italienischen Unternehmen, das (Eisenbahn-)Modelle herstellte.
Arnaldo Pocher, der eine beachtliche Erfahrung aus der Goldschmiedeschule besaß, hatte bereits verschiedenes Modelleisenbahn-Zubehör hergestellt: Signale, Gleise etc. Die ersten Modelle waren aus Messing hergestellte Güterwagen in Spur H0, die ab 1954 in kleinen Stückzahlen (10–15 Exemplare) gefertigt wurden.
1956 begann der Bau der ersten Reisezugwagen-Modelle. Die komplett im H0-Maßstab handgefertigten Waggons besaßen eine Inneneinrichtung – für die damalige Zeit und die zur Verfügung stehenden Technologien ein beachtenswertes Merkmal. Erwähnenswert ist insbesondere das Modell des Wagens von Compiègne.
1958 erschien der erste Farbkatalog, der neben Güter- und Reisezugwagen-Modelle auch Fahrleitungsmasten und Zubehör enthielt. Präsentiert wurde auch das erste von Pocher produzierte Lokomotivmodell, die französische CC 7107 Mistral, damalige Inhaberin des Geschwindigkeitsweltrekords auf Schienen.
Dieses Modell war technisch bereits sehr fortschrittlich konstruiert, so besaß es unter anderem einen belüfteten Mittelmotor. Die Produktion fand allerdings erst Anfang der 1960er Jahre statt. Es wurden 500 Lokomotiven für das Gleichstromsystem und 300 für das Märklin-Wechselstromsystem gefertigt. Der Anschaffungspreis schlug allerdings mit 28.000 Lire zu Buche, was damals etwa zwei Drittel des durchschnittlichen Monatseinkommens eines gewöhnlichen Arbeitnehmers entsprach.
Das zweite H0-Modell einer Lokomotive, das Pocher produzierte, war die in limitierter und nummerierter Auflage hergestellte Reproduktion der Bayard. Das Modell war vollständig aus Metallteilen aufgebaut und stelle die 1839 in Dienst gestellte Lokomotive der ersten Eisenbahn in Italien (Neapel – Portici) dar.

### Das Kapitel Rivarossi
1963 verließ Corrado Muratore das Unternehmen, seine Anteile wurden von Rivarossi übernommen und die Produkte von nun an über das Rivarossi-Vertriebsnetz verkauft.
Das Unternehmen behauptete zunächst seine Autonomie in Produktion und Verwaltung. 1964 wurde das Modell der Lokomotive Genoa 4-4-0, eine typische „Wild-West-Lokomotive“ vorgestellt. Sie war wohl das erfolgreichste Modell der Turiner Firma. Im Jahr 1967 kam das schließlich letzte tatsächlich in Turin entwickelte H0-Modell auf den Markt, der italienische Elektrotriebwagen ALe 803.
Die Produktion von Eisenbahnmodellen wurde rationalisiert und den Produktions-Prozessen von Rivarossi angeglichen. Ende der 1960er Jahre wurde die Produktion der Eisenbahnmodelle nach Como verlagert und weiter rationalisiert. Die Modelle der Genoa 4-4-0 und des ALe 803 wurden überarbeitet um die Produktion weiter zu vereinfachen und an den Rivarossi-Standard anzugleichen.

### Der Automobilmodellbau von Pocher
1961 beauftragte FIAT Pocher mit dem Bau eines Modells des neuen Fiat 1300 im Maßstab 1:13. Pocher übernahm damit den Posten der Firma Rivarossi, die in den 1950er Jahren Modelle des Fiat 600 und des Fiat Nuova 500 für den Turiner Automobilbauer gefertigt hatte. Dies war der Beginn einer langen Zusammenarbeit, die dazu führte, dass Pocher Modelle für alle neuen Autos, die FIAT auf dem Turiner Autosalon vorstellte, produzieren sollte.
In der zweiten Hälfte der 1960er Jahre begann Pocher sehr detaillierte Modelle von Oldtimern zu produzieren. 1966 wurde auf der italienischen Spielwarenmesse (Salone del Giocattolo) das Modell des Fiat 130 HP im Maßstab 1:8 als bereits vormontierter Bausatz vorgestellt. Das Modell besteht aus 823 Teilen verschiedener Materialien wie Kunststoff, Messing, Leder, Stahl, Gummi, Leinwand und Aluminium. Fertig gebaut misst das Modell knapp 50 cm. Es war ein Erfolg für Pocher in Italien und im Ausland.
Corrado Muratore kehrte zum Betrieb und seiner früheren Position im Betrieb zurück und erwarb Anteile der Gesellschaft, während Arnaldo Pocher 1968 die Firma, die seinen Namen trug, verließ.
Der Erfolg des Fiat 130 HP führte zur Entwicklung eines zweiten, ähnlichen Modells. 1968 erschien das von Gian Paolo Altini, einem Schüler von Arnaldo Pocher, entwickelte Modell des Alfa Romeo 8C 2300 Monza 1961-32.
Im Jahr 1970 kam der Rolls-Royce Phantom II in der Version Drop Head Sedanca Coupé heraus. Das Modell bestand aus 2199 Teilen aus verschiedenen Materialien. Die Kolben des Motors waren beweglich und das Getriebe war funktionsfähig sowie von äußerster Präzision. Die Spirit of Ecstasy, die Kühlerfigur, war in den ersten Modellen aus Silber gefertigt. Die Kühler wurden einzeln von Hand geschweißt.
Zusätzlich zu den Modellen im Maßstab 1:8 wurde auch die Produktion der 1:13-Fiat-Modelle fortgeführt. Auch wurden elektrische Autos mit Kabelfernlenkung sowie weitere Spielzeugautos aus Kunststoff nach meist italienischen und französischen Vorbildern hergestellt.

### Andere Produkte
Um den Markt zu erweitern und um das kreative Talent von Arnaldo Pocher auszunutzen, versuchte das Unternehmen die Produktionspalette nach den ersten Jahren zu diversifizieren. Ab Mitte der 1960er Jahre wurden zusätzlich zu den oben genannten Eisenbahn- und Automodellen Modelle historischer Kanonen sowie Aschenbecher, Bleistifte, Karnevalsmasken nach Charakteren von Walt Disney und andere kleinere Erzeugnisse hergestellt.
Die Produktion dieser zusätzlichen Produkte wurden nach dem Brand von 1972 schließlich aufgegeben.

### Das Feuer und die Restrukturierung des Unternehmens
Im Jahr 1972 zerstörte ein Feuer die Fabrik in der Via Ambrosini in Turin. Es wurden gerade das neue Modell des Fiat 132 und eine Variante des Alfa Romeo im Maßstab 1:8 gefertigt. Die Formen überstanden das Feuer. Das Management nutzte die Möglichkeit zur drastischen Reduzierung des Personals durch die Auslagerung vieler Prozesse sowie die Entscheidung, sich nun ausschließlich dem Modellbau zu widmen. Die Aktivitäten der Firma wurden dann in der Via Adamello wieder aufgenommen, die Zahl der Mitarbeiter war nun von 120 auf 30 geschrumpft.
Inzwischen wurde an einem neuen Modell im Maßstab 1:8 gearbeitet, dem Mercedes-Benz 500 K/AK Cabriolet. Als das Projekt 1974 kurz vor der Fertigstellung stand, erkrankte Gian Paolo Altini an Leukämie und starb nur wenige Monate später mit 39 Jahren. Er galt als die „kreative Seele“ der Firma. Nach einer Übergangsphase wurde Altinis Posten von Gian Franco Fabris, einem Modelleur, der an der Mosaik-Schule von Spilimbergo gelernt hatte und seit 1970 ein Schüler von Altini war, besetzt. Das Modell des Mercedes wurde 1975 herausgebracht.
Rivarossi war zwischenzeitlich zu 100 % Eigentümer von Pocher geworden. Die Firma hatte die Anteile von Corrado Muratore übernommen, der nun als Geschäftsführer von Pocher und National Sales Manager für Rivarossi arbeitete.
Im Jahr 1980 wurde das letzte historische Modell präsentiert. Es handelte sich um den Bugatti 50T von 1933, der von Gian Franco Fabris konstruiert wurde. Alle nachfolgenden Modelle waren Nachbildungen moderner Autos oder Varianten bestehender Oldtimer-Modelle.

### Umzug nach Como
Inzwischen wurde das Werk in ein Lagerhaus in Brandizzo verlegt, ebenfalls in der Provinz Turin. Aber 1981 spiegelten sich die Schwierigkeiten von Rivarossi nun auch bei Pocher wider. Die Firma wurde nach Como in die Hallen der Fabrik in Sagnino verlagert.
Pocher behielt in Como unter Gian Franco Fabris, der seine Arbeit mit einigen Kollegen weiterführte, zunächst seine Autonomie. Produziert wurden nun Varianten der klassischen Autos, aber die Anzahl der Teile, aus denen die Modelle zusammengesetzt waren, wurde nun verringert, um den Zusammenbau zu erleichtern.
Während dieser Zeit (1985) wurde ein völlig neues Produkt, ein Volvo-Lkw, vorgestellt, der aber kein großer Erfolg wurde: Der Modell-Markt veränderte sich und Pocher, bislang immer in einer geschützten Nische arbeitend, bekam nun diese Änderungen zu spüren.
Trotz der Nähe der letzten Jahre war die Produktion von Pocher noch autonom und bis dahin unabhängig von Rivarossi geblieben.
Ende der 1980er Jahre suchte Alessandro Rossi Junior, der neue CEO von Rivarossi, nach neuen Wegen in der Produktion und begann mit der Herstellung des Ferrari Testarossa (1990) im Maßstab 1:8 mit Metall-Karosserie. Während die Marke Pocher erhalten blieb, wurde das Modell vollständig von Rivarossi entwickelt, die Herstellung wurde nun ganz ausgelagert. Im Vergleich zum Pocher-Standard wurde die Anzahl der Teile (470 Teile) nun drastisch reduziert, was die Modelle günstiger in der Herstellung und einfacher beim Zusammenbau machte.
Bald danach wurde mit der Konstruktion des neuen Ferrari F40 (1991) (507 Teile) begonnen, ebenfalls mit einer Karosserie aus Zink-Druckguss.
Das letzte eigentliche Pocher-Modell, das ebenfalls direkt bei Rivarossi entwickelt wurde, war der Porsche 911. Die Karosserie bestand nun jedoch nicht mehr aus Metall, sondern aus ABS-Kunststoff wie bei den alten Pocher-Oldtimern. Das Modell war jedoch nicht mehr allzu erfolgreich. Zusammen mit den hohen Investitionskosten für diese Art von Projekten entmutigte dies Rivarossi, weitere 1:8-Modelle in Angriff zu nehmen.
Im Jahr 1998 wurde der vorerst letzte Pocher-Katalog veröffentlicht. 2001 änderte die Rivarossi-Gruppe aus steuerlichen Gründen ihren Namen in Lima SpA.

### Neuanfänge unter Hornby
Durch die Firmenpleite der Lima-Gruppe gelangte die Marke Pocher 2004 schließlich in den Besitz von Hornby. Die Produktion wurde allerdings zunächst nicht fortgeführt. Im Dezember 2012 kündigte Hornby jedoch an, die Marke Pocher wieder aufleben lassen zu wollen. Für die Nürnberger Spielwarenmesse 2013 wurde eine offizielle Präsentation angekündigt. Dort stellte Pocher dann am 30. Januar 2013 das Modell des Lamborghini Aventador als Modellbausatz im Maßstab 1:8 vor. Das Modell besitzt wieder ein Gehäuse aus Metallspritzguss und besteht aus rund 600 Einzelteilen.

## Pocher Modellverzeichnis

### Pocher Prestige Modell-Liste
| Bausatz-Nr.          | Hersteller           | Modell                             | Farbe                                     | Neuheit |
| -------------------- | -------------------- | ---------------------------------- | ----------------------------------------- | ------- |
| K30                  | Porsche              | 911                                | Schwarz                                   | 19??    |
| K31                  | Porsche              | 911 "Silver"                       | Silber                                    | 19??    |
| K31 collco24         | Porsche              | 911 "Silver Plated"                | Silber                                    | 19??    |
| K31 collco24         | Porsche              | 911 "Cabrio"                       | Silber                                    | 19??    |
| K32 collco24         | Porsche              | 911 "Yellow"                       | Gelb                                      | 19??    |
| K33 collco24         | Porsche              | 911 "Blue"                         | Blau                                      | 19??    |
| K34 collco24         | Porsche              | 911 "Red"                          | Rot                                       | 19??    |
| K35 collco24         | Porsche              | 911 "Carrera Cup 1994"             | Racing                                    | 19??    |
| K51                  | Ferrari              | Testarossa Coupe                   | Rot                                       | 1990    |
| K52                  | Ferrari              | Testarossa Spider                  | Weiß                                      | 19??    |
| K53                  | Ferrari              | Testarossa Coupe "Black Star"      | Schwarz                                   | 19??    |
| K54                  | Ferrari              | Testarossa Spider "Sportster"      | Rot                                       | 19??    |
| K55                  | Ferrari              | F40                                | Rot                                       | 1991    |
| K56                  | Ferrari              | F40 "Yellow"                       | Gelb                                      | 19??    |
| K57                  | Ferrari              | F40 G.T (Dutch prototype)          | Rot                                       | 19??    |
| K58                  | Ferrari              | F40 G.T (Italian prototype)        | Rot                                       | 19??    |
| K59                  | Ferrari              | Testarossa Coupé Convertible       | Gelb                                      | 19??    |
| K60                  | Ferrari              | F40 "Black Power"                  | Schwarz                                   | 19??    |
| K61                  | Ferrari              | Testarossa Spider "Silver Special" | Silber                                    | 19??    |
| K62 (nie produziert) | Ferrari              | F50                                | Rot                                       | 1995    |
| K63                  | Ferrari              | Testarossa Coupe "Flashlight"      | Gelb                                      | 19??    |
| HK100                | Lamborghini          | Aventador                          | Argos orange                              | 2013    |
| HK101                | Lamborghini          | Aventador                          | Isis white                                | 2013    |
| HK102                | Lamborghini          | Aventador                          | Nero Nemesis matt black                   | 2013    |
| HK103                | Lamborghini          | Aventador                          | Blu Monterrey (metallic blue)             | 2013    |
| HK104                | Lamborghini          | Aventador                          | Bianco Canopus (semi-matt metallic white) | 2013    |
| HK105                | Lamborghini          | Huracán                            | Rosso Mars (metallic red)                 | 2016    |
| HK106                | Lamborghini          | Huracán                            | Giallo Midas (pearl effect)               | 2016    |
| HK107                | 1:4 Ducati Superbike | 1299 Panigale S                    | Rot                                       | 2016    |
| HK108                | Mercedes-Benz        | 300 SL “Gullwing”                  | Grey metallic 'NewModel'                  | 2016/17 |

### Pocher Classic Modell-Liste
| Bausatz-Nr.             | Hersteller    | Modell                                  | Farbe            | Rad-Typ | wie Modell | Neuheit |
| ----------------------- | ------------- | --------------------------------------- | ---------------- | ------- | ---------- | ------- |
| K70                     | Fiat          | Grand prix de France                    | Rot              |         |            | 1966    |
| K71                     | Alfa Romeo    | 8c 2300 Monza                           | Rot              | Metall  |            | 1968    |
| K72                     | Rolls-Royce   | Sedanca Coupé Phantom II                | Schwarz / Blau   | Metall  |            | 1970    |
| K73                     | Alfa Romeo    | Spider Touring Gran Sport               | Creme / Blau     | Metall  |            | 1972    |
| K74                     | Mercedes-Benz | 500K/AK Cabriolet                       | Schwarz          | Metall  | K93        | 1975    |
| K75                     | Rolls-Royce   | Torpedo Phantom II Convertible          | Silber / Gold    | Metall  |            | 19??    |
| K76                     | Bugatti       | 50T                                     | Schwarz – yellow | Metall  |            | 1980    |
| K77                     | Fiat          | F-2 Racer                               | Schwarz – Rot    |         | K88        | 19??    |
| K78                     | Alfa Romeo    | 8c 2300 Monza "Muletto"                 | Weiß             | Metall  |            | 19??    |
| K80                     | Mercedes-Benz | 500K "Sport Roadster"                   | Rot              | Metall  |            | 19??    |
| K81                     | Alfa Romeo    | 8C 2600 "Mille Miglia-Scuderia Ferrari" | Rot              | Metall  |            | 19??    |
| K82                     | Mercedes-Benz | 540K "Cabrio Special"                   | Weiß             | Metall  | K94        | 19??    |
| K83                     | Rolls-Royce   | Phantom II Ambassador                   | green            | Metall  |            | 19??    |
| K84                     | Bugatti       | 50 T Coupe de ville                     | Blau-Silber      | Metall  |            | 19??    |
| K85                     | Mercedes-Benz | 540K "Classic Roadster"                 | Rot              | Metall  |            | 19??    |
| K86                     | Bugatti       | 50T Surprofilé                          | Schwarz-Rot      | Metall  |            | 19??    |
| K88                     | Fiat          | F-2 Racer                               | Schwarz-Rot      |         | K77        | 1966    |
| K89                     | Alfa Romeo    | 8c 2300 Coupé Elegant                   | Schwarz-Weiß     | Metall  |            | 19??    |
| K90                     | Mercedes-Benz | 540K "Rumble Seat"                      | Rotbraun         | Metall  | K95        | 19??    |
| K91                     | Mercedes-Benz | 540K "True Roadster"                    | Creme / Braun    | Plastik |            | 19??    |
| K91BIS (nie produziert) | Mercedes-Benz | 540K "True Roadster"                    | Creme / Braun    | Metall  |            | 19??    |
| K92                     | Alfa Romeo    | "Dinner Jacket"                         | Schwarz          | Plastik |            | 19??    |
| K93                     | Mercedes-Benz | 500K/AK Cabriolet                       | Schwarz          | Plastik | K74        | 19??    |
| K94                     | Mercedes-Benz | 540K Cabrio Special                     | Weiß             | Plastik | K82        | 19??    |
| K95                     | Mercedes-Benz | 540K "Rumble Seat"                      | Rotbraun         | Plastik | K90        | 19??    |

### Pocher Truck Modell-Liste
| Bausatz-Nr. | Hersteller | Model             | Farbe   | Neuheit |
| ----------- | ---------- | ----------------- | ------- | ------- |
| K79         | Volvo      | F-12 Turbo Truck  | Rot     | 1985    |
| K87         | Volvo      | F-16 Globetrotter | Schwarz | 19??    |

### Pocher Engine Modell-Liste
| Bausatz-Nr. | Hersteller | Modell          | Neuheit |
| ----------- | ---------- | --------------- | ------- |
| KM51        | Ferrari    | Testarossa      | 19??    |
| KM55        | Ferrari    | F40             | 19??    |
| KM76        | Bugatti    | T50             | 19??    |
| KM87        | Volvo      | Lkw-Zugmaschine | 19??    |